# Ceri Richards

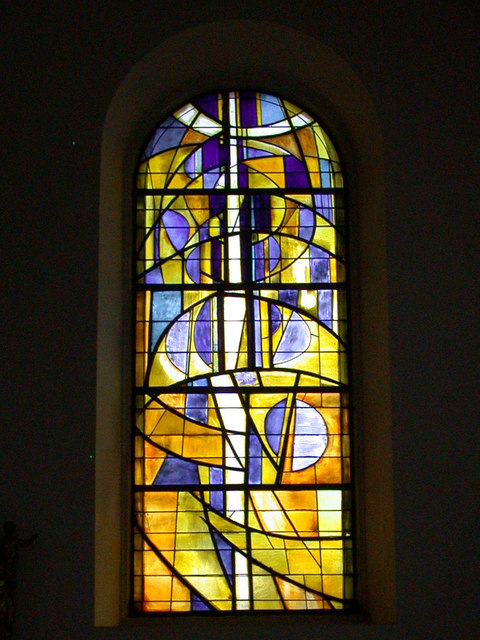
Una de les dues finestres de la catedral de Derby dissenyades per Ceri Richards el 1965

Ceri Richards (1903-1971) fou un pintor britànic (fill d'una família de llengua gal·lesa) i un artista de gran versatilitat, capaç d'absorbir moltes influències sense sacrificar la seua originalitat.

## Llegat
Durant l'any del centenari de la seua naixença, 2003, es va revifar l'interès pel seu treball amb un seguit d'exposicions retrospectives i la publicació d'una monografia escrita pel Mel Gooding, crític d'art i gendre del mateix Ceri Richards.
El Museu Nacional de Gal·les (Cardiff), la Glynn Vivian Art Gallery (Swansea), la Tate Britain (Londres), la Manchester City Art Gallery (Manchester), el Metropolitan Museum of Art (Nova York), la Galeria Nacional d'Art Modern d'Escòcia (Edimburg), el Toledo Museum of Art (Toledo, Ohio), el Museu d'Israel (Jerusalem), la National Gallery of Victoria (Melbourne) i la National Gallery of Canada (Ottawa) exhibeixen obres de Ceri Richards en llurs col·leccions.

## Obres destacades
- Black and White Figure (1930)
- Still Life with Music (1933)
- Ceri Richards (1934)
- A Man with a Pipe (1934)
- Costerwoman (1939)
- Costers at Coconut Shy (1943)
- Cycle of Nature (1944)
- Falling Forms (1944)
- Girl at a Piano (1948)
- Girl at Piano (1949)
- Arrangement for Piano (1949)
- Blue Interior with Dice (1950)
- Cold Light, Deep Shadow (1950)
- Bouquet (1952)
- Blue Vortex in the Primaries (1952-1953)
- Homage to Beethoven (1953)
- A Homage to Beethoven (1953)
- Cycle of Nature (1955)
- Do not go gentle into that good night (1956)
- Light and Interior (1958)
- La cathédrale engloutie (1960)
- La Cathédrale Engloutie: Augmentez Progressivement (1960)
- La Cathédrale Engloutie: Augmentez Progressivement (centre panel) (1960)
- La Cathédrale Engloutie: Augmentez Progressivement (right panel) (1960)
- La Cathédrale Engloutie (Arabesque 3) (1961)
- La Cathédrale Engloutie (Profondement Calme) (1961)
- Circular Bases (1961)
- La cathédrale engloutie (dialogue du vent et de la mer) (1962)
- La Cathédrale Engloutie (Sonore sans Dureté) (1962)
- Dusky Water and Stone (1963)
- Cycle of Nature, Arabesque 1 (1964)[5]